# Cochlespira elegans
Cochlespira elegans is een slakkensoort uit de familie van de Cochlespiridae. De wetenschappelijke naam van de soort is voor het eerst geldig gepubliceerd in 1881 door Dall.